# زمین‌لرزه ۱۹۳۲ نیکاراگوئه
زمین‌لرزه نیکاراگوئه  در تاریخ ۲۱ مه ۱۹۳۲ میلادی، برابر با ‎۳۱ اردیبهشت ۱۳۱۱، ساعت ۱۰:۱۰:۰۳ به زمان یوتی‌سی در نیکاراگوئه رخ داد. ژرفای این زلزله ۳۵ کیلومتر بود. بزرگی آن ۶٫۹ در مقیاس ریشتر اعلام شده‌است. زمین‌لرزه به وقت محلی در روز شنبه، ساعت ۴ روی داده و منطقه زمانی آن یوتی‌سی -۶ بوده‌است .
سازمان زمین‌شناسی آمریکا نیز جای این زمین‌لرزه را در مختصات ۱۲°۰۰′شمالی ۸۷°۳۰′غربی / ۱۲°شمالی ۸۷٫۵°غربی و بزرگی آنرا برابر با ۷٫۶ در مقیاس ریشتر اعلام کرده‌است. ژرفای گزارش شده از سوی این سازمان ۹۰ کیلومتر می‌باشد.
شمار کشتگان زلزله حدود ۱۰ نفر بوده‌است.